# 日本國鐵EF67型電力機車
EF67型電力機車（日语：EF67形電気機関車）是日本國有鐵道的直流電力機車車型之一，适用于供电制式为1500伏直流电的电气化铁路。

## 发展历史

### 开发背景
濑野至八本松间的“濑野八”区间，是山陽本線上坡道最大的高坡区间，濑野往八本松方向的上行线是22.5‰的长大坡道，经过濑野八区间的货物列车均需要加挂补机。1960年代初，随着山阳本线三原至广岛间完成电气化改造，日本国铁亦利用剩余的EF53、EF56型电力机车，将其改造成适合濑野八区间使用的补机，即1963年投入运用的EF59型电力机车，实现了补机无烟化。
1977年，为了取代日渐老化的旧型电力机车，日本国铁又利用部分剩余的EF60型电力机车，将其改造成为EF61型200番台电力机车，并投入到濑野八区间作为补机使用。然而，由于EF61型200番台机车的重联控制存在缺陷，因此该型机车仅试制八台之后就停止改造，并且只可用于担当1000吨以下列车的补机，而1200吨的货物列车则仍然加挂两台重联的EF59型电力机车作为补机。
1980年代初，为了全面淘汰老旧的EF59型电力机车，日本国铁决定再次利用部分剩余的EF60型电力机车，对其牵引系统和控制系统进行全面改造，最大的特点是采用了电枢斩波控制方式，取代了以往使用的电阻调压控制方式，从而改善电力机车的牵引及粘着性能，使1200吨列车只需一台补机即可满足需要。

### 基本番台
1982年至1986年间，三台EF60型电力机车（EF60 104、129、88）先后在国铁广岛工厂进行了改造，完成改造后改称为EF67型电力机车（EF67 1～3）。主要改造内容包括，拆除原来的主电阻器、电阻控制器、接触器开关等设备，改为安装斩波器、平波电抗器、谐波滤波器等装置，并更改相应的通风系统和控制电路；更换交流电动发电机和司机控制器；机车往冈山方向的一端增设贯通门和通过台；车体底架长度比之前延长了400毫米，改装带有自动解挂装置的密接式自动车钩和油压式车钩缓冲器。
由于后来的EF67型100番台机车没有自动解挂装置，加上通过濑野八区间的列车通常以手动方式解挂补机，因此基本番台机车的运行时自动解挂功能甚少被使用。随着关于自动解挂方式的行车规定于2002年被废除，机车上的自动解挂装置已被移除。
- EF67型基本番台（广岛端）
- EF67型基本番台（冈山端）
- EF67型基本番台（冈山端）

### 100番台
國鐵分割民營化后，由于铁路货物运输量的增长，日本货物铁道（JR货物）又对五台EF65型基本番台电力机车（EF65 131～135）进行了改造，并投入到濑野八区间作为补机使用，完成改造后改称为EF67型100番台电力机车（EF67 101～105）。改造内容与基本番台机车大致相同，同样改为采用斩波控制方式，但不再设置贯通门、通过台和自动解挂装置。
2003年，JR货物对EF67型100番台机车进行更新改造，包括改为采用单臂式受电弓；尾灯外形由圆形改为方形；前窗四周采用黑色涂装。后来，由于单臂式受电弓存在一些问题，因此又恢复采用PS22B型下框架交叉式双臂受电弓。
- 更新改造前的EF67型100番台（广岛端）
- 更新改造前的EF67型100番台（冈山端）
- 更新改造后的EF67型100番台（广岛端）
- 更新改造后的EF67型100番台（冈山端）

## 运用历史

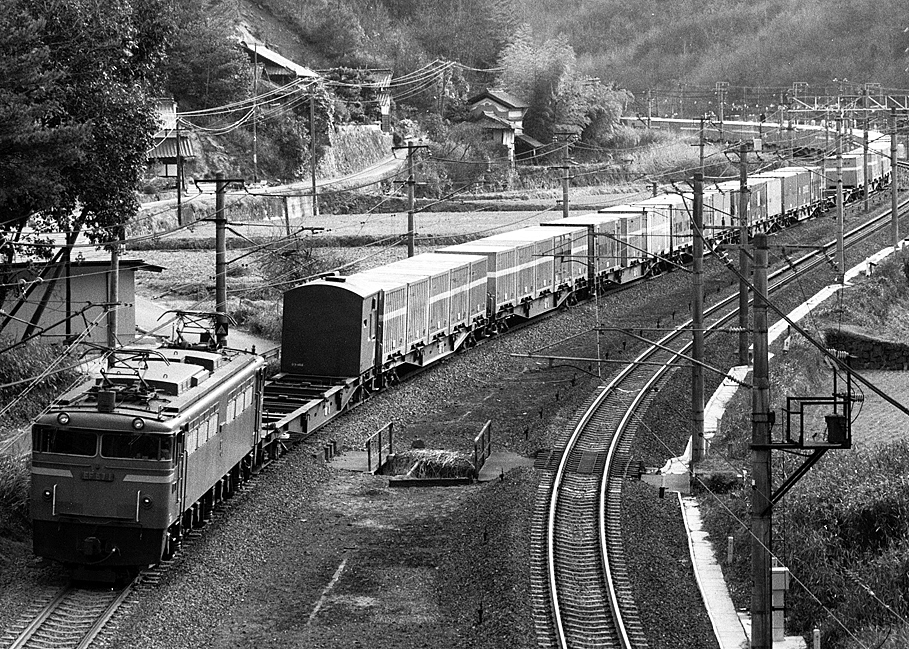
EF67 1號機車在瀨野八區間擔當貨物列車尾部補機（1984年）

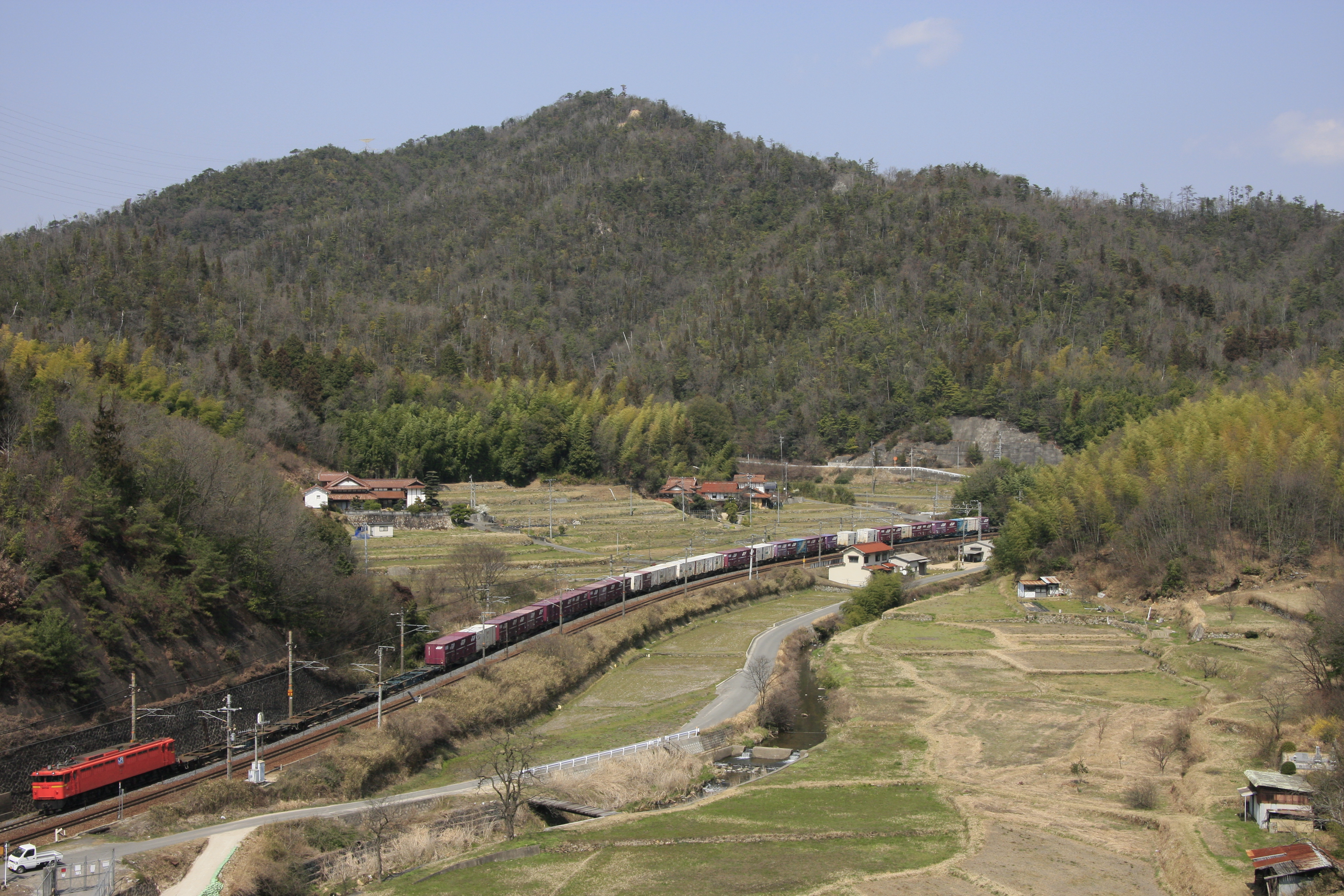
貨物列車運行在瀨野八區間（2009年）

1982年3月31日，首台EF67型电力机车在国铁广岛工厂落成，并于同年6月15日至7月1日间在濑野八区间进行了性能试验，试验项目包括牵引性能试验、协调性能试验、再生制动试验、车钩作用力试验四大范畴。试验结果表明，EF67型电力机车具有良好的牵引和粘着性能，可以在相当于24.5‰的坡道上牵引900吨列车顺利起动；即使在轨面湿滑的条件下起动，防空转保护系统也会迅速发生作用，通过撒砂和牵引电动机减载使之恢复粘着；此外，新型车钩缓冲器也可以承受较大的纵向作用力，解决了EF61型200番台机车上存在的问题。
试验结束后，EF67 1号机车正式配属濑野机关区并投入山阳本线运用。此后，EF67 2号机车于1984年1月30日落成，同样配属濑野机关区。1985年3月，濑野机关区合并到广岛机关区。EF67 3号机车于1986年12月25日落成，配属广岛机关区。由于当时的165系、115系电力动车组已经能够自力通过濑野八区间，因此EF67型电力机车只为600噸以上货物列车担当列车尾部补机任务，货物列车一般在东广岛站（原广岛编组站，后改称为广岛货物总站）加挂补机。补机会加挂在上行列车（往岡山方向）的尾部，当列车通过濑野八区间的长大坡道后，补机可以根据调度安排在列车运行途中在通过八本松站前自动解挂，也可以待列车运行至西条站停车后才以手动方式解挂。补机完成当次牵引任务后，会自行回送至广岛货物总站。
1987年国铁分割民营化之后，三台EF67型基本番台电力机车均由日本貨物鐵道（JR货物）继承，全部配属广岛车辆所。1990年5月至1991年3月期间，由于山阳本线货物运输量的增长，JR货物先后将五台EF65型电力机车改造成EF67型100番台电力机车，配属广岛车辆所及投入濑野八区间使用。2002年3月，列车运行时自动解挂补机的行车规定被废除，所有货物列车均统一在西条站解挂补机。2012年7月，JR货物发表采购EF210型300番台电力机车的计划，以取代日渐老化的EF67型电力机车。2013年3月16日起，EF210型300番台电力机车正式投入濑野八区间运用，同时EF67 2、3号机车脱离运用；同年11月，EF67 2号机车首先被报废和解体，而EF67 3号机车则在2014年3月報廢；至於最後的EF67 1号机车於同年5月脫離運用後，保存於廣島車輛所至今。
此外，EF210型300番台最初與本型車為共通運用，直到2015年3月才其運用區別開來，並減少到僅剩四個運用，並在2017年3月時再減少至兩個運用；此時部份100番台車輛也開始脫離運用，其中車況較差的103、104號機於2015年檢修期限到達後脫離運用，此外，本型車也在2016年3月完成105號機的全檢後，不再進行全車檢修作業。
101、102號機於2020年報廢，最後的105號機則在2022年2月13日脫離定期運用，並在同年3月29日完成最終班次後正式引退。

## 技术特点

### 总体结构

#### 设备布置
EF67型电力机车是客货运通用的直流电力机车，适用于1500伏直流电气化铁路。机车改造过程中，在保持车体基本结构不变的条件下，对车内设备布置作出了较大的变更，并增加了各种对应“瀨野八”大坡度区间的特殊设备。机车的两端各有一个司机室，司机室内机车运行方向的左侧设有司机操纵台，司机室两侧设有供乘务员乘降的侧门，司机室上方车顶装有两盏密封光束灯式前照灯，经改造后的司机室并采用了新型仪表、荧光灯照明、舒适座椅等设备。
车体中部是设有各种机械及电气装置的机械室，并设有贯通式双侧内走廊连接两端司机室。机械室内从第一端（冈山方向）至第二端（广岛方向）方向，顺序布置有第一辅助机械室、控制电器室、斩波器室、第二辅助机械室。第一辅助机械室的上部设有电动发电机，下方设有第一电动通风机。控制电器室设有高速断路器、换向开关、牵引电动机隔离开关、辅助电阻器、平波电抗器、滤波电抗器、滤波电容器、电量统计装置等电器装置。斩波器室设有斩波调压装置。第二辅助机械室设有电动空气压缩机、总风缸、第二电动通风机。车顶安装有两台PS22型双臂式受电弓。车体下方设有三台二轴转向架。

#### 特殊设备
因应为高速货物列车担当补机的需要，机车两端改装带有自动解挂装置的密接式自动车钩和大容量油压式车钩缓冲器。为了方便机车与列车之间的换挂作业，基本番台机车在往冈山方向的一端采用了贯通型结构，司机室前端设有一道贯通门和一个小型通过台。而后来的100番台机车则取消了车钩自动解挂装置，并且维持原本的非贯通型车体结构，不设车端贯通门和通过台。
除此之外，EF67型电力机车还根据濑野机关区的要求，采用了代表广岛县当地县花（枫树）的橘红色车身涂装（赤11号）；另外，基于安全考虑在车体正面贴有黄色压敏胶带作为警示标记，通过台上的扶手栏杆也采用白色。由于当时日本国铁直流、交流、交直流电力机车均分别使用蓝色、红色、粉红色作为标准色，橘红色涂装使EF67型电力机车在国铁时代显得独一无二。

### 电气系统

#### 调速控制
EF67型电力机车是直—直流电传动的直流电力机车，也是日本国铁第一种采用电枢斩波控制的直流电力机车。机车主电路由高速断路器、斩波器、平波电抗器、牵引电动机等部分组成。机车从架空接触网获取直流电，供给与牵引电动机回路串联的晶闸管斩波器，通过改变斩波器导通率来控制输出电压，然后向六台并联的牵引电动机供电。此外，机车还具有再生制动的能力，制动时串励牵引电动机变为他励发电机运转，同时斩波器起升压作用，电能便能反馈到架空接触网。
由于采用斩波调压代替了主电阻器，彻底解决了电阻调压电能损耗的问题，并且使主电路和控制电路的触点开关大为减少，从而减少了维修工作量和提高运行可靠性。此外，斩波调压真正实现了直流电力机车的无级平滑调速，粘着力得以充分利用，因而改善了牵引性能。因此，EF67型电力机车的特性曲线并不像以往的直流电力机车，反而与晶闸管相控电力机车较为相似。EF67型电力机车还采用了恒流特性控制，使之能够在保持牵引力不变的情况下调节速度。
当EF67型电力机车完成上行方向的补机任务后，会自行回送至濑野站或广岛站。回送时最多可容许三台机车重联运行，由于回送列车重量较轻，因此在牵引状态下仅使用两端转向架的四台牵引电动机，再生制动状态下仅使用中间转向架的两台牵引电动机。

#### 牵引电动机
每台转向架安装两台MT52型四极串励直流牵引电动机，仍然和EF60、EF65型电力机车保持相同，但由于采用了斩波调压和恒流控制，牵引电动机额定电压由750伏特提高至900伏特，额定功率由425千瓦提高至475千瓦，而额定电流则由615安培降低至570安培。考虑到牵引电动机输出扭矩增大，电枢轴直径亦由120毫米增加至125毫米。

#### 辅助电路
EF67型电力机车采用直流电传动的辅助电路系统，主要辅助机械设备均采用直流电动机驱动，输入电压为1500伏特。机车上设有两台MH91A-FK34A型电动通风机，其中第一至第四号牵引电动机共用一台通风机，第五及第六号牵引电动机和斩波器共用另一台通风机，通风机额定功率为2×20千瓦，供风量为每分钟2×170立方米。空气压缩机使用一台MH92B-C3000型电动压缩机，额定功率为15千瓦。照明及控制电路方面，由二相交流电动发电机将直流电转换成交流电，为照明及控制电路提供24伏特、50伏特、100伏特交流电；基本番台機車装用一台与115系电力动车组通用的MH97-DM61型电动发电机，100番台机车则沿用原有的MH81B-DM44B型电动发电机。